# Placówka Straży Granicznej II linii „Sianki”
Placówka Straży Granicznej II linii „Sianki” – jednostka organizacyjna Straży Granicznej pełniąca służbę ochronną na granicy polsko-czechosłowackiej w okresie międzywojennym.

## Formowanie i zmiany organizacyjne
Rozporządzeniem Prezydenta Rzeczypospolitej Polskiej Ignacego Mościckiego z 22 marca 1928 roku, do ochrony północnej, zachodniej i południowej granicy państwa, a w szczególności do ich ochrony celnej, powoływano z dniem 2 kwietnia 1928 roku  Straż Graniczną.
Rozkazem nr 5 z 16 maja 1928 roku w sprawie organizacji Małopolskiego Inspektoratu Okręgowego dowódca Straży Granicznej gen. bryg. Stefan Pasławski określił strukturę organizacyjną komisariatu SG „Wysocko Niżne”. Placówka Straży Granicznej II linii „Wysocko Niżne” znalazła się w jego strukturze.
Rozkaz komendanta Straży Granicznej płk. Jan Jur-Gorzechowski nr 7 z 25 września 1929 roku w sprawie reorganizacji i zmian dyslokacji Małopolskiego Inspektoratu Okręgowego nie wymienia komisariatu „Wysocko Niżne” i placówki SG II linii „Wysocko Niżne”. Rozkaz wymienia komisariat „Borynia” i placówkę Straży Granicznej II linii „Borynia”.
Rozkazem nr 1 z 27 marca 1936 roku  w sprawach [...] zmian w niektórych inspektoratach okręgowych, komendant Straży Granicznej płk Jan Jur-Gorzechowski przeniósł komisariat Straży Granicznej „Borynia” do Sianek.
Rozkazem nr 3 z 27 lipca 1936 roku  w sprawach reorganizacji placówek i zmian przydziałów, komendant Straży Granicznej płk Jan Gorzechowski  zmienił nazwę placówki II linii „Borynia” na „Sianki”.